# Калиновка (Воткінський район)
Кали́новка (рос. Калиновка) — присілок у Воткінському районі Удмуртії, Росія.
Населення становить 3 особи (2010, 2 у 2002).
Національний склад (2002):
- росіяни — 100 %

Урбаноніми:
- вулиці — Джерельна
- проїзди — Ставковий

Біля присілка ведеться видобуток нафти.